# Erik Nyberg
Erik Nyberg, född 1974, är en svensk radio- och TV-programledare.
Han är programledare på P4 Västernorrland i Sveriges Radio och tidigare SVT:s Mittnytt. Han har också varit programledare för Lekande lätt och RE:agera. Från och med hösten 2007 var Nyberg programledare för SVT:s regionala talkshow Eftersnack (i Mittnyttområdet) tillsammans med TullaMaja Fogelberg. Programmet Eftersnack lades ner i mars 2009, efter ett beslut hos SVT:s ledning i Stockholm.